# Smallville
Smallville er en amerikansk tv-serie, baseret på tegneserierne om Superman. Serien havde premiere i USA i 2001. 

## Handling
Serien handler om teenageren Clark Kent (Tom Welling). Den unge Clark Kent bliver stillet over for svære overnaturlige udfordringer. Uden at hans venner ved det, redder han deres liv nærmest hver dag. Chloe Sullivan spilles af Allison Mack. Lois Lane spilles af Erica Durance.